# Satz von Schur-Zassenhaus
Der Satz von Schur-Zassenhaus ist ein mathematischer Satz in der Gruppentheorie. Der nach Issai Schur und Hans Julius Zassenhaus benannte Satz lautet:
- Für eine endliche Gruppe {\displaystyle G} und einen Normalteiler {\displaystyle N\triangleleft G} mit  {\displaystyle \operatorname {ggT} (|N|,[G:N])=1} existiert eine Untergruppe {\displaystyle U\leq G} mit {\displaystyle G\,=\,NU} und {\displaystyle N\cap U\,=\,1}. Die Gruppe {\displaystyle G} ist also das semidirekte Produkt {\displaystyle G=N\times _{\theta }U} aus {\displaystyle N} und {\displaystyle U}.

Die Untergruppe {\displaystyle U} in obigem Satz ist im Allgemeinen nicht eindeutig bestimmt, aber man kann zeigen, dass je zwei solche Untergruppen konjugiert sind.

## Beispiele
- Die zyklische Gruppe {\displaystyle G=\mathbb {Z} /6\mathbb {Z} =\{{\overline {0}},{\overline {1}},\ldots ,{\overline {5}}\}} hat den Normalteiler {\displaystyle N=\{{\overline {0}},{\overline {2}},{\overline {4}}\}}. Da die Zahlen {\displaystyle |N|=3} und {\displaystyle [G:N]=2} teilerfremd sind, kann der Satz von Schur-Zassenhaus angewendet werden. {\displaystyle U=\{{\overline {0}},{\overline {3}}\}} ist offenbar die einzige Untergruppe, die die Aussage des Satzes erfüllt. Da die Gruppe {\displaystyle G} abelsch ist, ist das semidirekte Produkt in diesem Fall sogar direkt.

- Die symmetrische Gruppe {\displaystyle G=S_{3}=\{e,d,d^{2},s_{1},s_{2},s_{3}\}} hat den Normalteiler {\displaystyle N=\{e,d,d^{2}\}}. Wegen {\displaystyle |N|=3} und {\displaystyle [G:N]=2} kann der Satz von Schur-Zassenhaus angewendet werden, offenbar erfüllen die drei Untergruppen {\displaystyle U_{i}=\{e,s_{i}\},\,i=1,2,3} die Aussage des Satzes.

- Die zyklische Gruppe {\displaystyle G=\mathbb {Z} /4\mathbb {Z} =\{{\overline {0}},{\overline {1}},{\overline {2}},{\overline {3}}\}} hat den Normalteiler {\displaystyle N=\{{\overline {0}},{\overline {2}}\}}. Hier sind {\displaystyle |N|=2} und {\displaystyle [G:N]=2} nicht teilerfremd, weshalb der Satz nicht anwendbar ist. Tatsächlich gibt es keine Untergruppe {\displaystyle U\subset G}, die die Aussage des Satzes erfüllt, denn eine solche müsste ein Element der Ordnung 2 haben, aber das einzige Element der Ordnung 2 ist {\displaystyle {\overline {2}}} und das liegt bereits in {\displaystyle N}. Dieses Beispiel zeigt, dass auf die Teilerfremdheit von {\displaystyle |N|} und {\displaystyle [G:N]} in obigem Satz nicht verzichtet werden kann.

- Ist {\displaystyle N} irgendeine Gruppe, so zeigt das Beispiel {\displaystyle G=N\times N}, dass die Teilerfremdheitsbedingung nicht notwendig ist für das Bestehen einer Darstellung als semidirektes, ja sogar direktes, Produkt.